# Вознесенський узвіз
Вознесе́нський узві́з — вулиця в Шевченківському районі міста Києва, місцевість Кудрявець. Пролягає від вулиці Січових Стрільців до Глибочицької вулиці, сполучаючи Кудрявець з Подолом.
Прилучаються провулки Несторівський та Киянівський, вулиці Вознесенський Яр і Кудрявська.

## Історія
Вулиця виникла на давньому шляху від Подолу до Старого Києва. З XVIII століття відома під назвою Вознесенський узвіз — від Вознесенської церкви, розташованої на ньому у 1718–1879 роках; від неї ж набули назви і прилеглі до Вознесенського узвозу — Вознесенський провулок (тепер Киянівський провулок) і вулиця Вознесенський Яр.
У 1863 році офіційно перейменована на Іларіонівський узвіз, за ім'ям померлого київського генерал-губернатора Іларіона Іларіоновича Васильчикова (за його розпорядженням вулицю було впорядковано і вимощено бруківкою). Проте частина «парного» боку вулиці між Львівською вулицею (тепер вулиця Січових Стрільців) і будівлею Київської духовної академії (тепер тут розміщується Національна академія образотворчого мистецтва і архітектури) і надалі зберігала назву Вознесенський узвіз.
Наприкінці 1920-х років узвіз було названо на честь професійного революціонера Івана Смирнова-Ласточкіна — з 1928 року (спочатку названа як вулиця ім. Смірнова), а 1931 році перейменована на узвіз Смирнова. Під час нацистської окупації міста в 1941–1943 роках вулиця знову мала назву Вознесенський узвіз. З 1944 року — узвіз Смірнова-Ласточкіна, але назва «узвіз» у практиці не узвичаїлася. Назва вулиця Смирнова-Ласточкіна офіційно вживалася з 1950-х років.
У 2008 Комісія з перейменування вулиць, встановлення пам'ятних знаків і меморіальних дощок Київської державної адміністрації рекомендувала Київраді перейменувати вулицю Смирнова-Ласточкіна на Вознесенський узвіз, однак офіційне перейменування не відбулося.
Історичну назву узвозу було відновлено 2015 року.

## Забудова
Територія вулиці входить до заповідної зони. За часів Київської Русі тут знаходилося торгово-ремісниче передмістя — Копирів кінець. Пам'яткою про ті часи є фундамент церкви XII століття, який розкопано на території Академії мистецтв України.
За міським розкладом належала до 4-го розряду, 1914 року частково переведена до 2-го розряду. Чітко поділяється на дві частини: порівняно рівну вулицю від нинішньої вулиці Січових Стрільців до Академії мистецтв України та стрімкий узвіз із тісними садибами й невисокою забудовою.
На вулиці залишилося кілька будівель XIX століття. Будинок № 13 зведений у 1893 році у стилі історизм, будинок № 18 — у 1895 році. Будинок № 26 зведено наприкінці XIX — початку XX століття у цегляному стилі з елементами ренесансу.
Пам'яткою історії та архітектури є будівля колишньої Духовної семінарії, де зараз розташовується Національна академія образотворчого мистецтва і архітектури. Її збудували в цегляному стилі в 1899–1901 роках архітектори Євгеній Морозов та Євген Єрмаков. У 1918–1919 роках тут розміщувалися казарми корпусу Українських січових стрільців на чолі з Євгеном Коновальцем і Андрієм Мельником.

## Видатні особи, пов'язані з Вознесенським узвозом
У будинку № 13 жили український історик, професор Віктор Романовський та архітектор Іполит Моргілевський (у 1925–1942 роках). У будинку № 18 у 1914–1930 роках мешкав український художник Олександр Богомазов, у будинку № 27 — графік Лесь Лозовський.

## Пам'ятники та меморіальні дошки

Меморіальна дошка на честь художника Олександра Богомазова

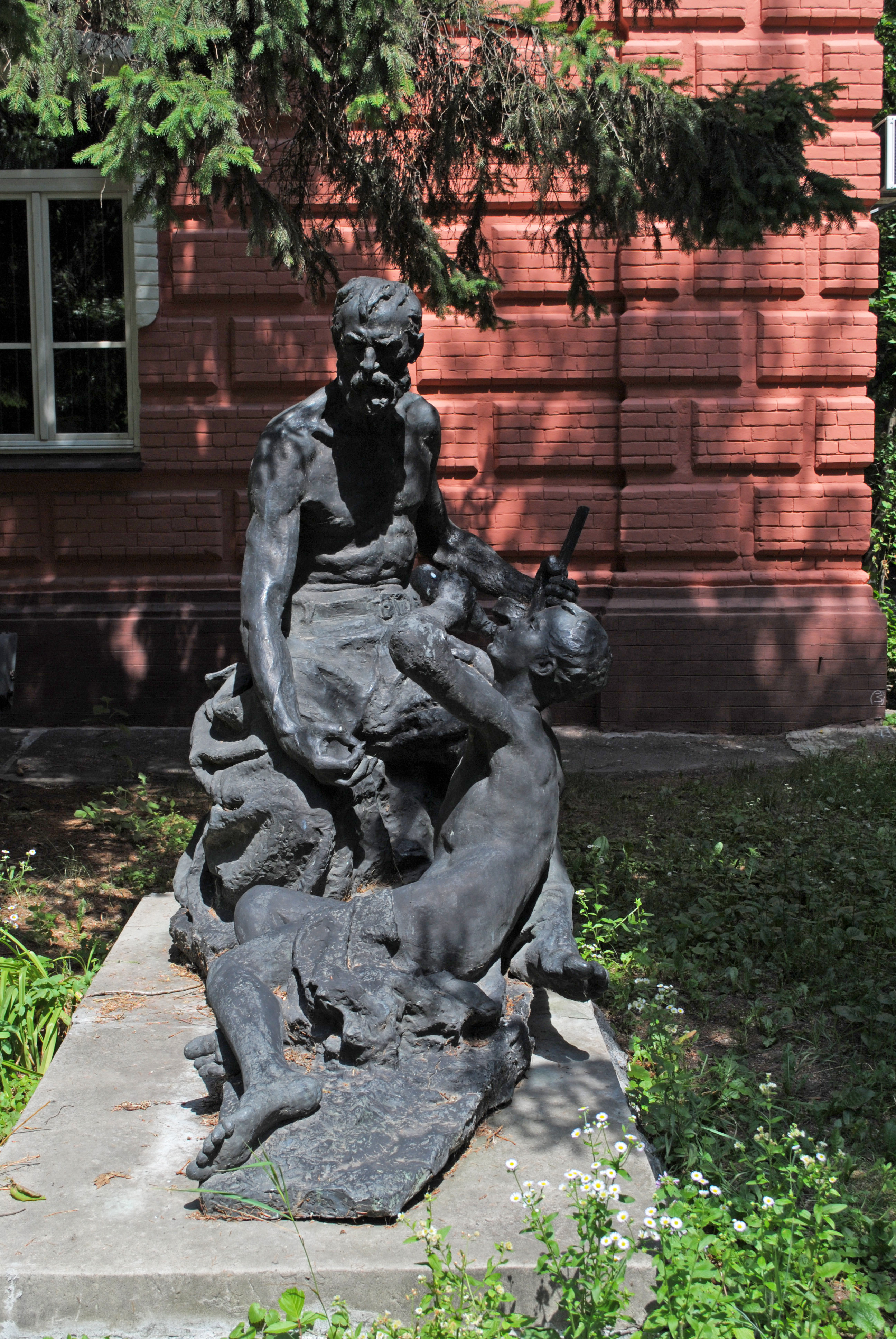
Пам'ятний знак на честь викладачів та студентів Київського Державного художнього інституту, що загинули у роки Великої Вітчизняної війни

- буд. № 7 (церква св. Василія) — пам'ятник святому Василію. Встановлений 16 січня 2011 року, скульптор Зиновій Федик, архітектор Лариса Скорик.
- буд. № 7 (церква св. Василія) — пам'ятний знак на честь 1020-ліття хрещення Київської Русі. Відкрито 24 серпня 2008 року, скульптор Юліан Квасниця, архітектор Лариса Скорик.
- буд. № 7 (церква св. Василія) — меморіальна дошка на честь відвідування церкви св. Василія Папою Римським Іваном-Павлом II 25 червня 2001 року.
- буд. № 13 — меморіальна дошка на честь професора Іполита Моргілевського. Відкрито у 1993 році, скульптор Михайло Шутілов, архітектор Дмитро Антонюк.
- буд. № 18 — меморіальна дошка на честь художника Олександра Богомазова. Відкрита 19 листопада 2002 року, скульптор Борис Довгань, архітектор Флоріан Юр'єв.
- буд. № 20 — меморіал художникам — жертвам репресій.
- буд. № 20 — пам'ятник художниці Марії Приймаченко. Відкритий 24 червня 2009 року, скульптор Федір Богинський.
- буд. № 20 — пам'ятник Я. С. Приходьку, студенту Київського художнього інституту, який пішов на фронт Другої світової війни та загинув. Відкрито 1963 року, скульптор Нонна Карбовська.
- буд. № 20 — пам'ятний знак на честь викладачів та студентів Київського державного художнього інституту,  що загинули у роки Великої Вітчизняної війни. Відкрито 1978 року[9].
- буд. № 20 — меморіальна дошка засновникам Академії мистецтв України. Відкрита 1994 року, скульптори Макар , І. Овдійчук, архітектор Володимир Чепелик.

## Установи та заклади
- Храм і монастир св. Василія Великого УГКЦ (буд. № 7)
- Український інвестиційний банк (буд. 10а);
- Національна академія образотворчого мистецтва і архітектури (буд. № 20)
- Лікарня для вчених НАН України (буд. № 22)

## Зображення

Храм св. Василія Великого
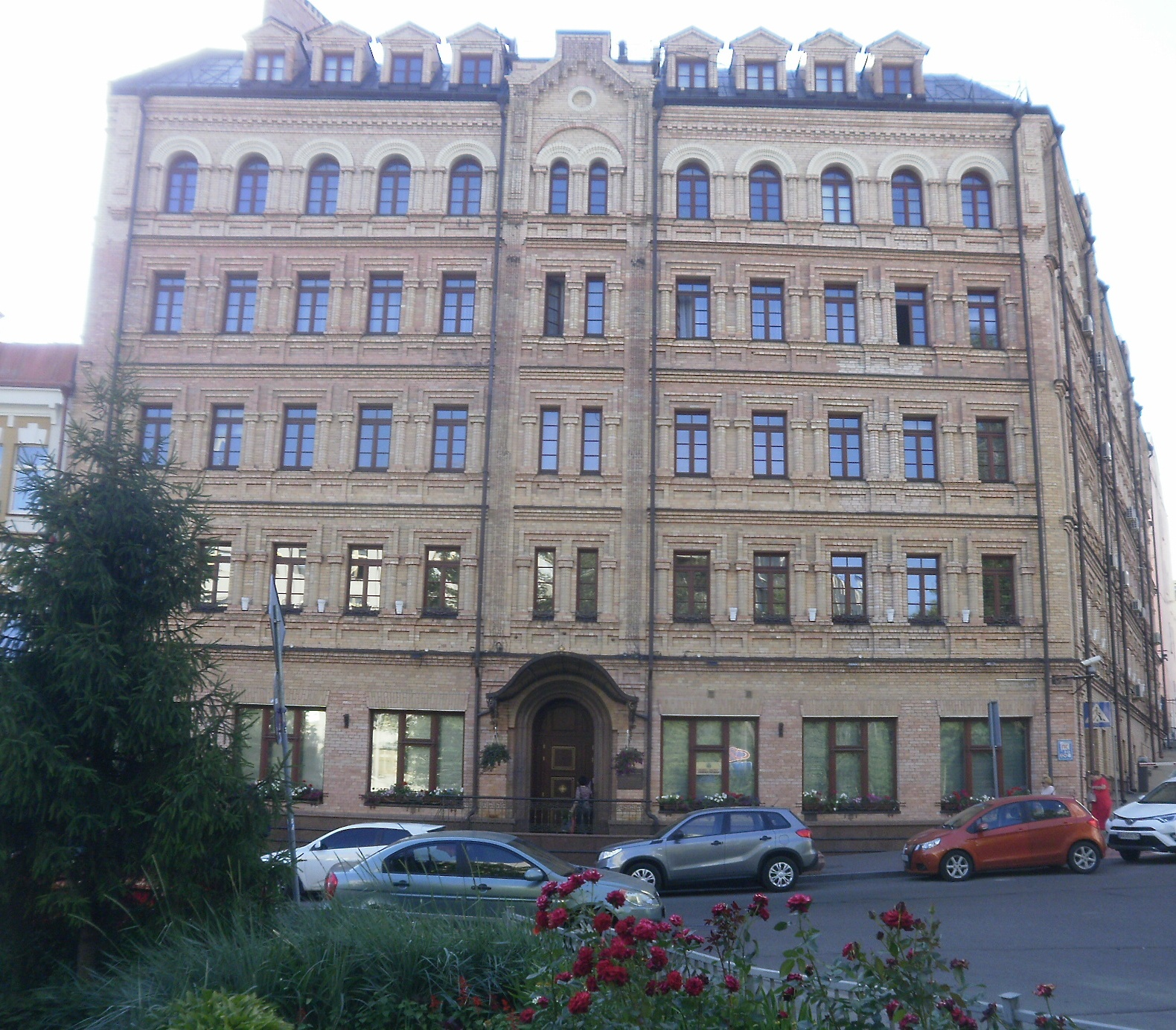
№ 10а
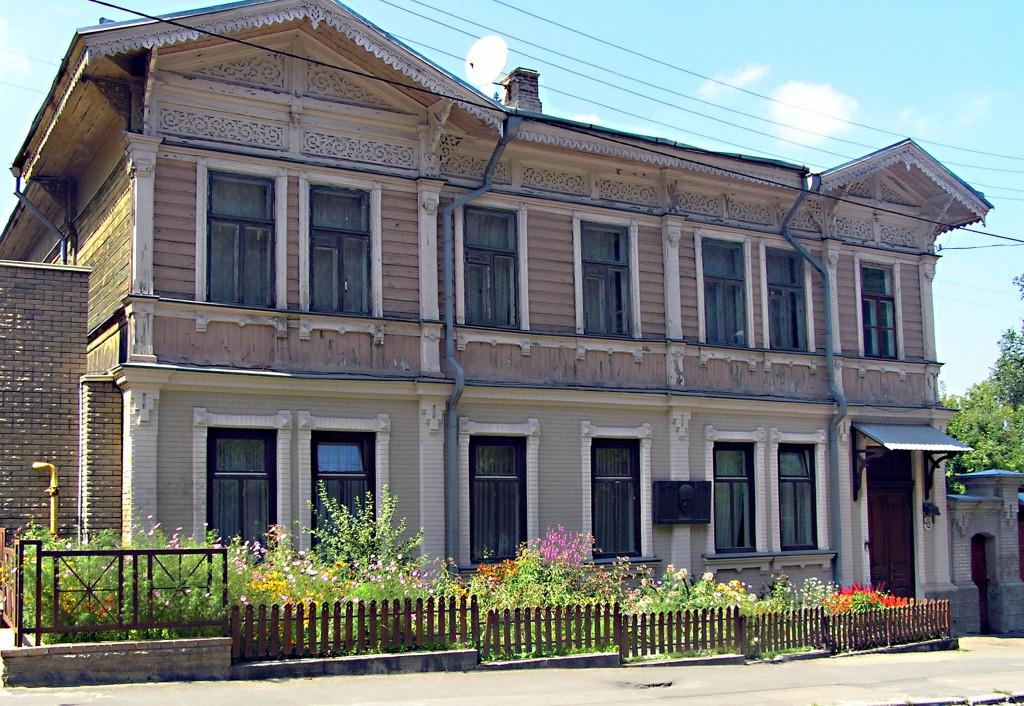
Будинок № 13
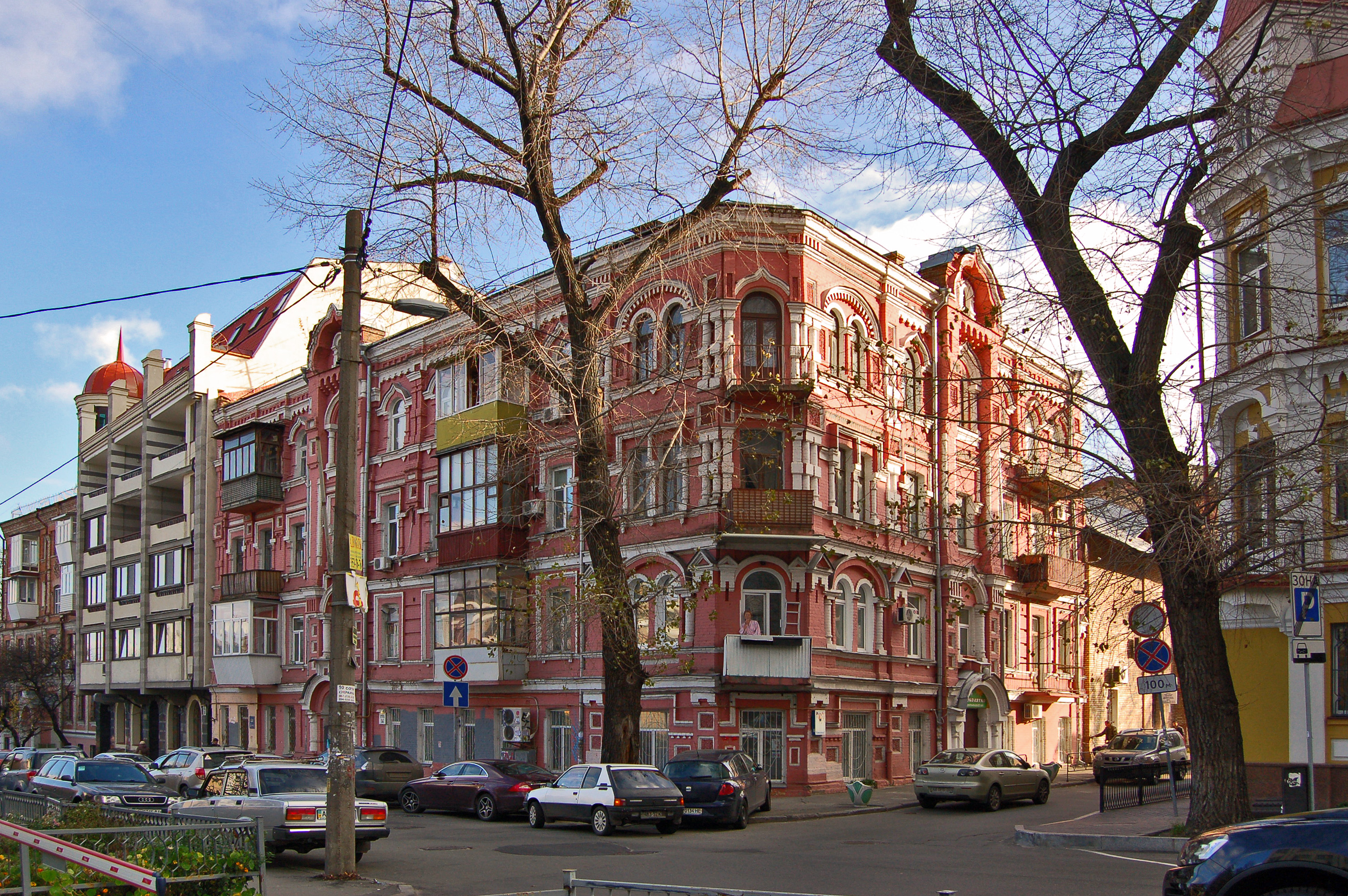
Будинок № 14
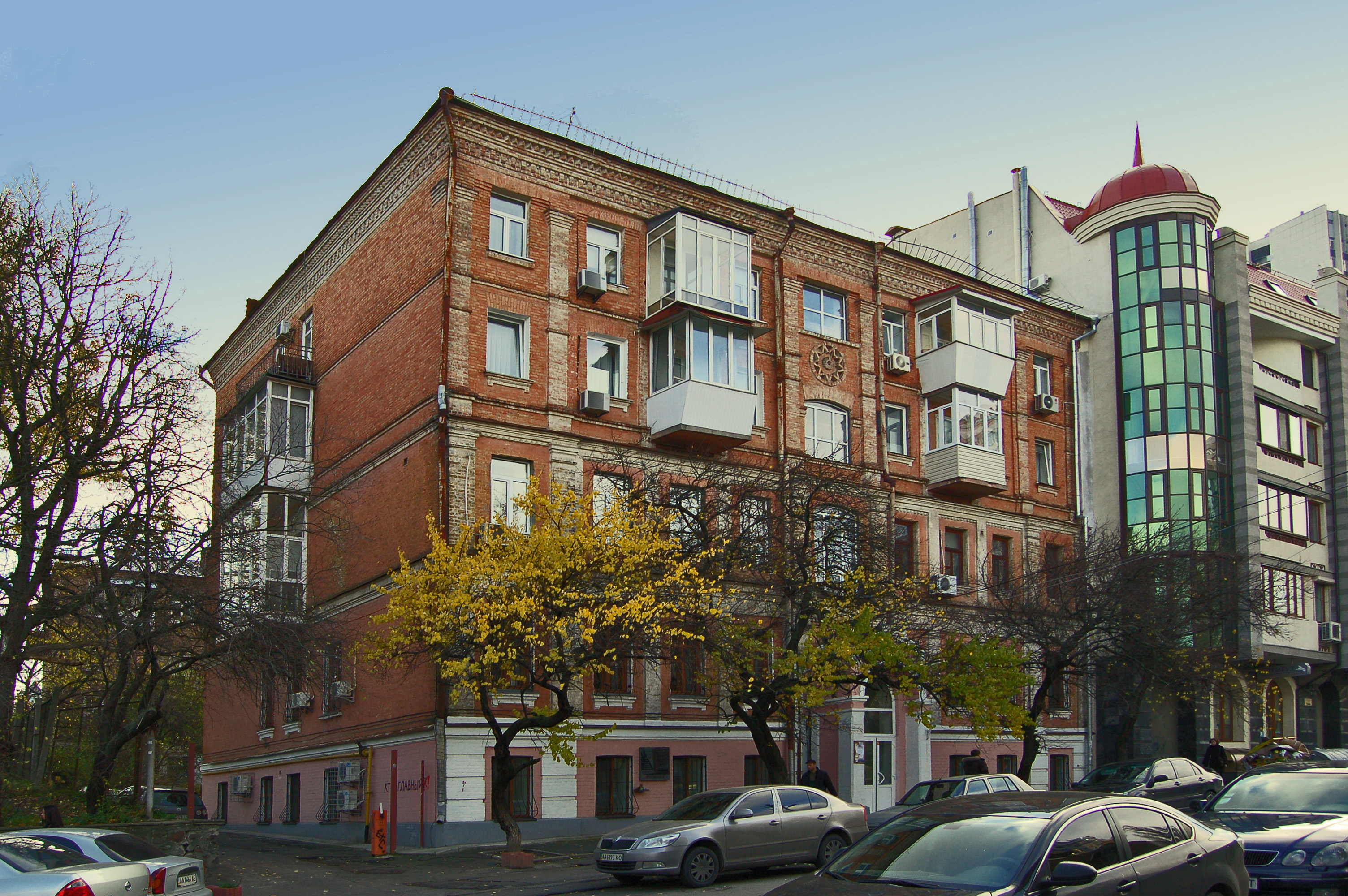
№ 18
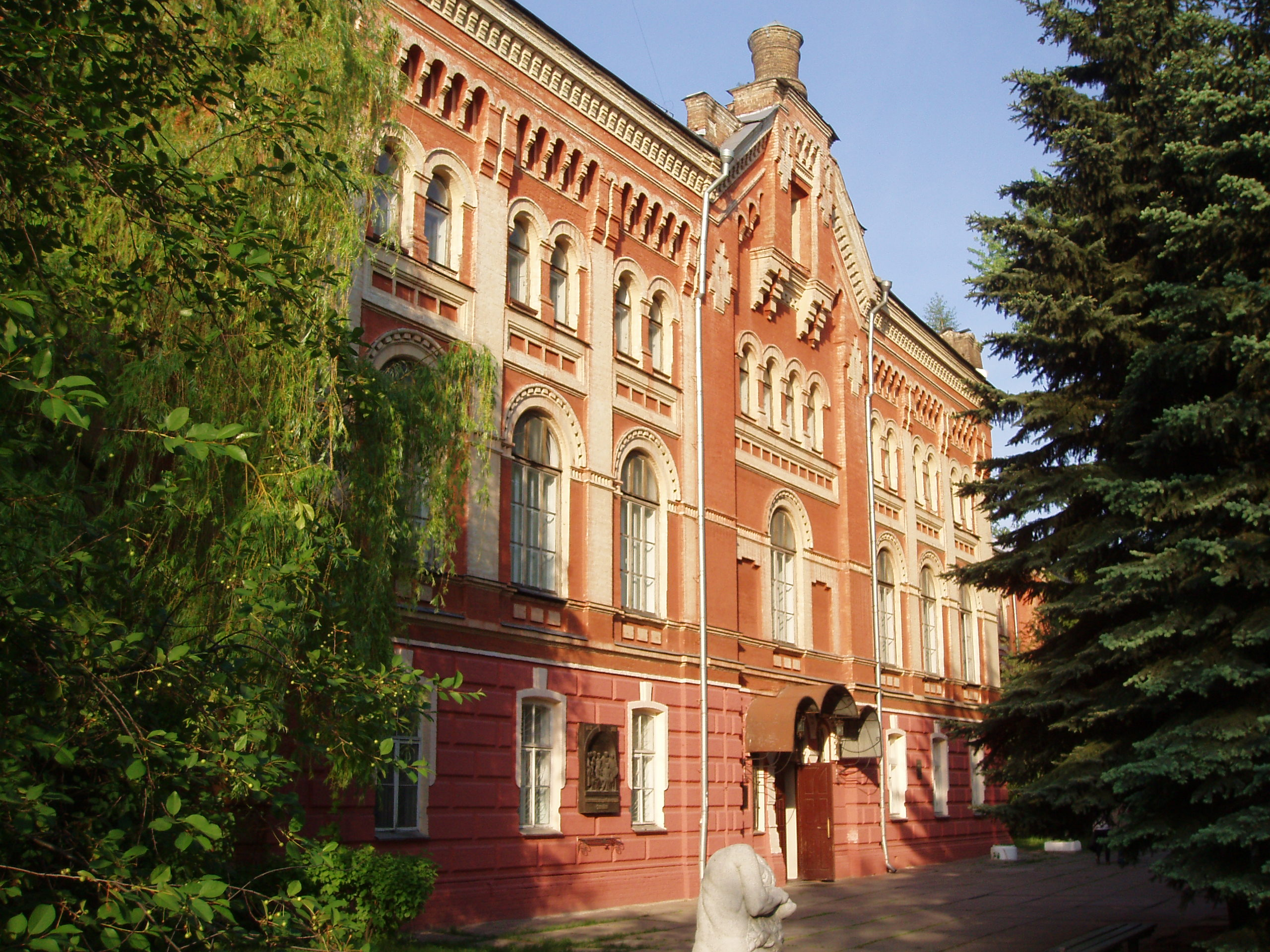
№ 20
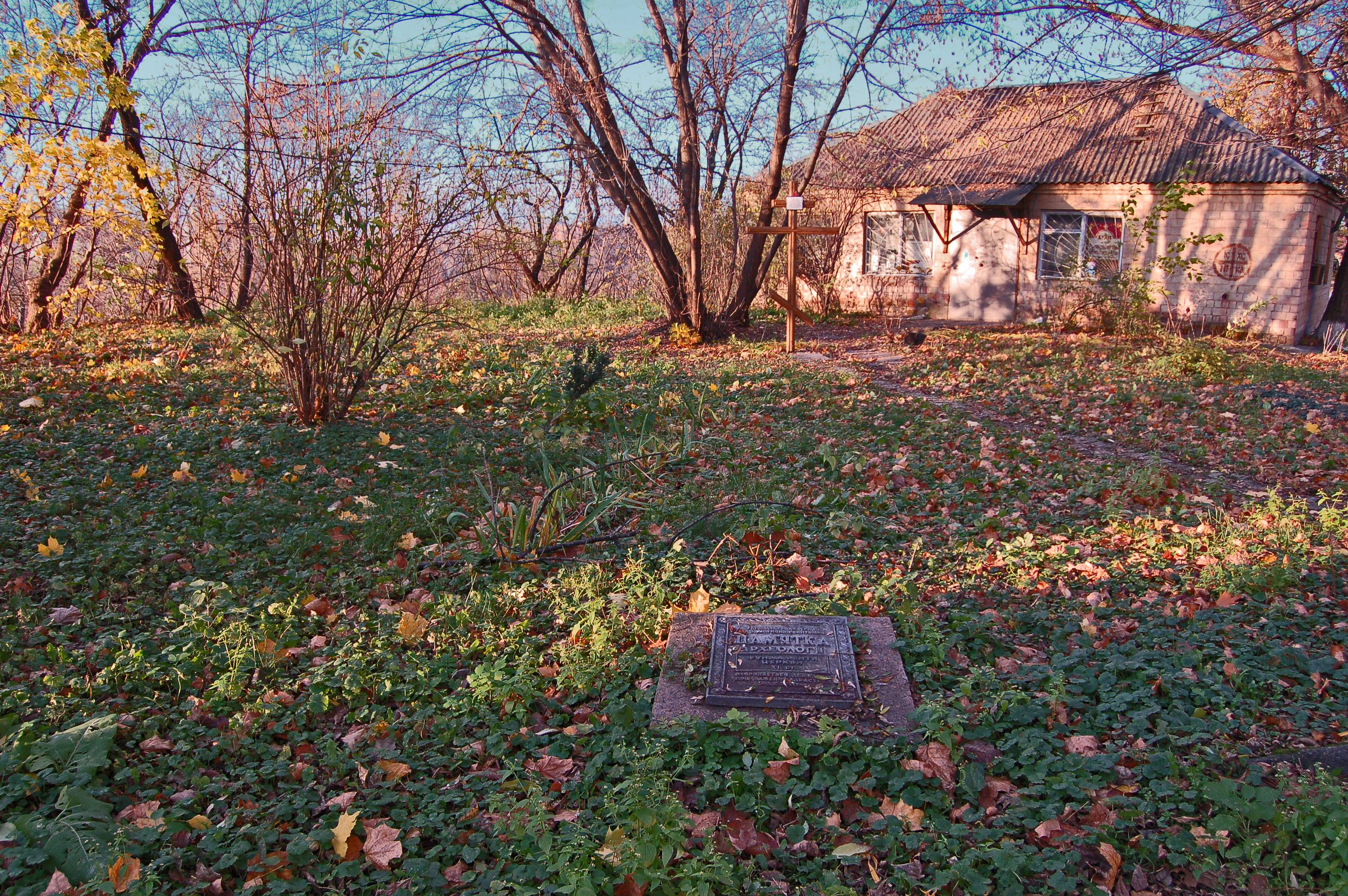
Фундамент храма XI століття (№ 20)
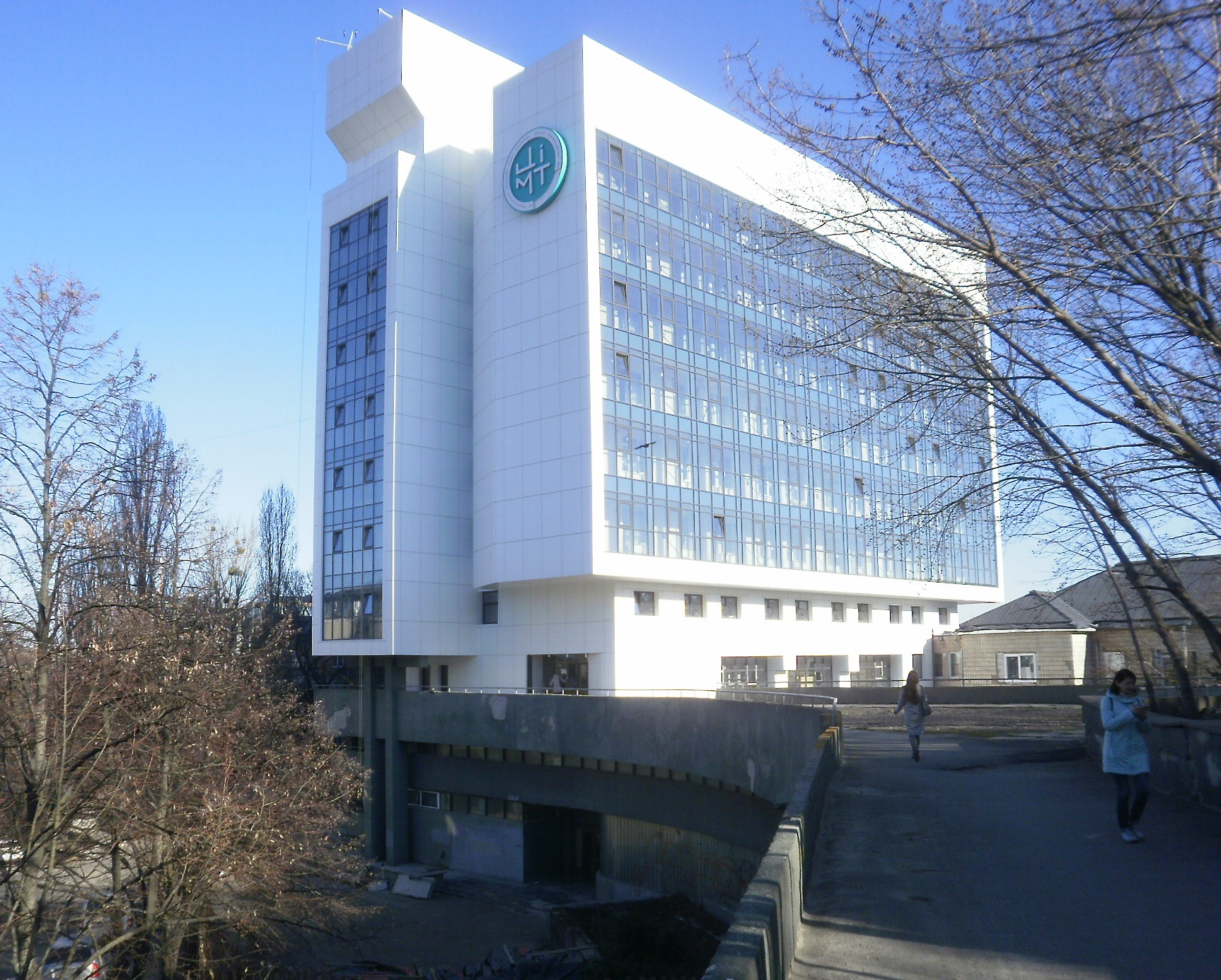
№ 22
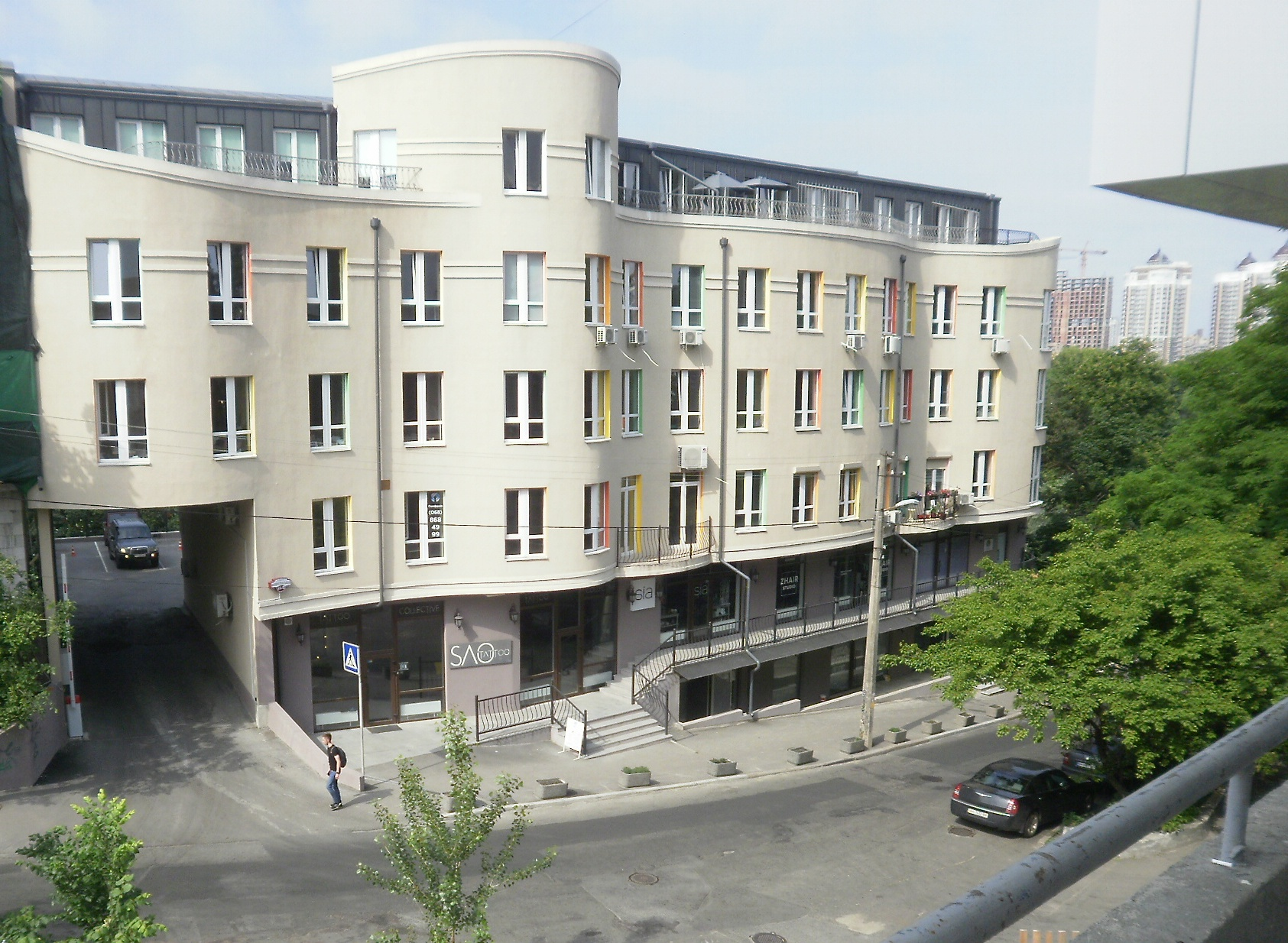
№ 23в
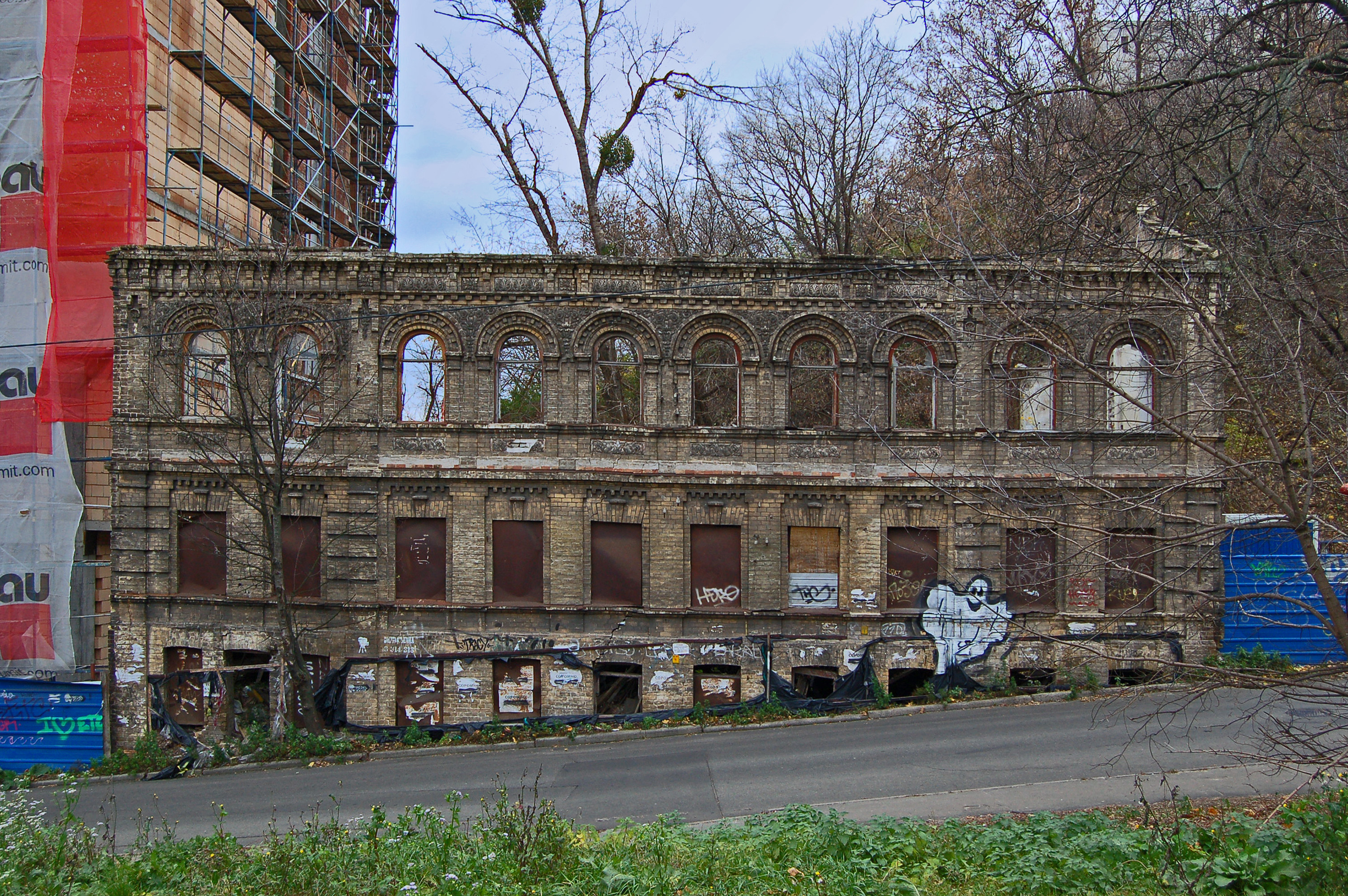
Будинок № 26